# همفري أثيرتون
همفري أثيرتون (بالإنجليزية: Humphrey Atherton)‏ هو ضابط أمريكي، ولد في 1608، وتوفي في 16 سبتمبر 1661 في بوسطن في الولايات المتحدة.